# Amelia Piccinini
Amelia Piccinini   (Alessandria, 17 de gener de 1917 - Torí, 3 d'abril de 1979) va ser una atleta italiana, especialista en el llançament de pes i el salt de llargada, que va competir entre les dècades de 1930 i 1950.
El 1948 va prendre part en els Jocs Olímpics de Londres, on va guanyar la medalla de plata en la prova del llançament de pes del programa d'atletisme.
En el seu palmarès també destaca una medalla de bronze la prova del llançament de pes al Campionat d'Europa de 1946 i 20 títols nacionals en tres disciplines diferents, salt de llargada (1939, 1940, 1943, 1946), llançament de pes (1941, 1942, 1943, 1946, 1947, 1948, 1949, 1950, 1951, 1952, 1953, 1954) i pentatló (1937, 1946, 1947, 1948).

## Millors marques
- Salt de llargada. 5,53 metres (1942)
- Llançament de pes. 13,39 metres (1949)[1][4]